# バビロノキア

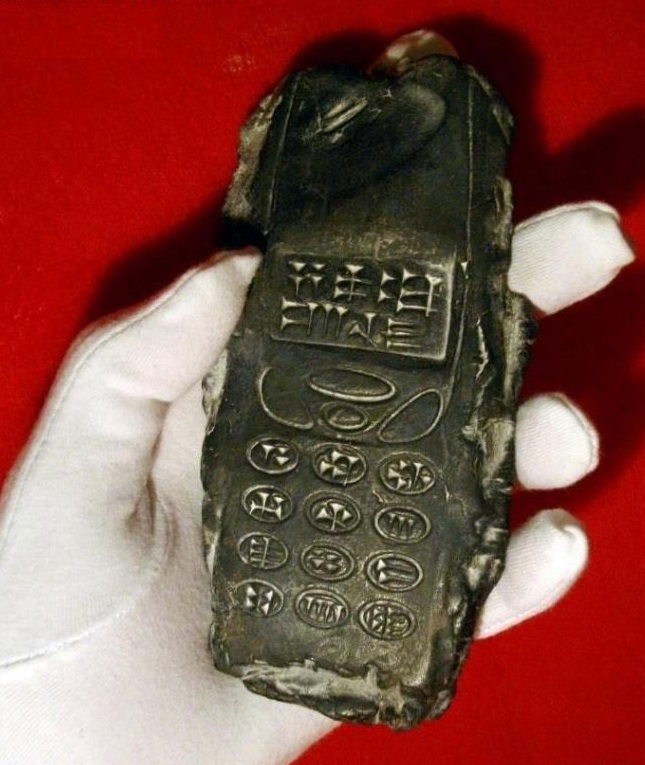
Babylonokia

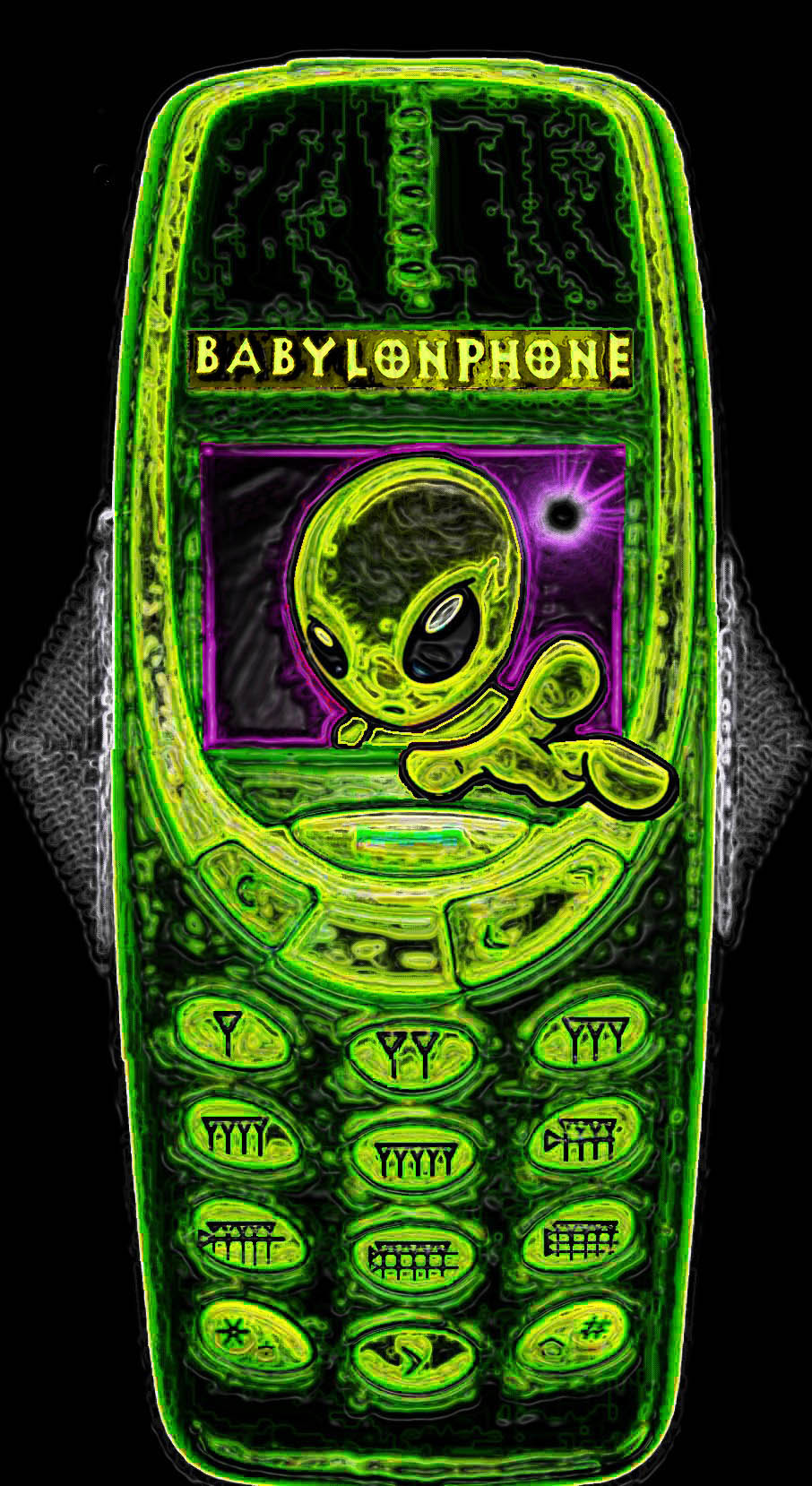
エイリアンの携帯電話

バビロノキア（Babylonokia、またはバビロン・ノキア、エイリアン・モービル）は、2012年にカール・ヴァインゲルトナーによって製作された芸術作品 。ネット上ではオンラインでは誤ってエイリアンの携帯電話として報じられた 。

## 作品
ヴァインゲルトナーは、ベルリンで行われた「楔形文字からSMSへ：コミュニケーションの過去と現在」と題された展示に対する反応として、楔形文字の記号が付いた携帯電話スタイルの粘土板を制作した。
この粘土板は、1990年代のエリクソンS868携帯電話のモデルに似ているが、粘土でできたコピーであるという事実は、それを制作したアーティストにとっては特に重要ではなかった。これは一般的な電子機器のメタファーと見なすことができる。
この芸術作品はユニークであり、特別な倉庫に保存されている。重さは91グラム、サイズは約13.5 × 6.5 × 0.8センチメートル。

## 不実表示
ヴァインゲルトナーは、自身の作品の販売促進の一環としてFacebookにその作品の写真を投稿し、その際にFacebookのコメント投稿者が「BabyloNokia」という名前をつけた。3年後、その画像は"800-Year-Old Mobile Phone Found In Austria? Check This Out."(オーストリアで見つかった800年前の携帯電話？これを見てください)という見出しでウェブサイトに投稿された。デイリー・エクスプレスはヴァインゲルトナーの写真を帰属せずに再投稿し、その遺物が紀元前13世紀のものであると主張した。